# Beaussais
Beaussais korábbi község Franciaország Új-Aquitania régiójában, Deux-Sèvres megyében. 2013. január 1-jén Vitré korábbi községgel egyesült és az így létrejött Beaussais-Vitré új község része lett.
Lakosainak száma 440 fő (2018. január 1.). Beaussais La Couarde községgel határos.

## Népesség
A település népességének változása:
| Lakosok száma | 443  | 1038 | 441  | 440  |
|               | 2015 | 2016 | 2017 | 2018 |